# Хейзън (езеро)
Езерото Хейзън (на английски: Lake Hazen) е 18-о по големина езеро в територия Нунавут. Площта му, заедно с островите в него е 542 км2, която му отрежда 84-то място сред езерата на Канада. Площта само на водното огледало без островите е 537 km². Надморската височина на водата е 158 m.

## География

### Географско положение
Езерото се намира в североизточната част на остров Елсмиър на Канадския Арктичен архипелаг, на 118 km югозападно от най-северното постоянно селище в света Алерт. Дължината му от запад на изток е 70 km, а максималната му ширина — 11 km. Хейзън е най-северното езеро в света с площ над 400 км2, третото по големина разположено северно от Северната полярна окръжност след Таймир в Русия и Инари във Финландия и най-голямото по обем от трите.

### Батиметрия
Средната му дълбочина е 158 м, а максимална 289 м, като дъното му се намира на 140 м под морското равнище. Годишното колебание на водното равнище е от порядъка на ±1,4 м. Десет месеца в годината езерото е покрито с дебела ледена кора, като някои части от него остават заледени целогодишно. Седемдесет дни в годината температурата е над 0 °C, а абсолютната масксимална температура измерена за 60-годишен период е 23 °C. Полярният ден продължава четири месеца от май до август.

### Брегова линия и водосборен басейн
Хейзън има слабо разчленена брегова линия с дължина 185 км, без характерните за канадските езера заливи, полуострови, протоци и острови. Площта на всичките островите в него е 5 km², като най-голям остров е Джонс.
Площта на водосборния му басейн е 4900 км2. През краткия летен сезон в езерото се вливат множество малки реки – Адамс, Търнстън, Абе, Гилман и други, стичащи се от съседните планини, а също и няколко ледника, спускащи се от планината Юнайтед Стейтс, които достигат до самото езеро. От югоизточния ъгъл на езерото изтича дългата едва 15 км, но бурна река Ръгълс, която след като преодолее височина от 158 м се влива във фиорда Чандлър на залива Лейди Франклин.

### Флора и фауна
Бреговете на Хейзън представляват арктическа пустиня, като тук-там растат мъхове и лишеи и хилава арктическа върба, явяваща се източник на хрена за хилядите елени карибу, овцебикове и полярни зайци, обитаващи района на езерото. Езерото изцяло попада във втория по-големина и най-северен национален парк на Канада „Кутинирпаак“.

## История
Езерото Хейзън открито през януари 1882 г. от участниците в експедицията на американския полярен изследовател Адолфъс Грийли.